# Haydock Park Racecourse
Haydock Park Racecourse är en galoppbana i Merseyside i nordvästra England. Galoppbanan ligger i ett område med parkområden som avgränsas av städerna Haydock i väster, Ashton-in-Makerfield i norr, Golborne i öster och Newton-le-Willows i söder.

## Historia

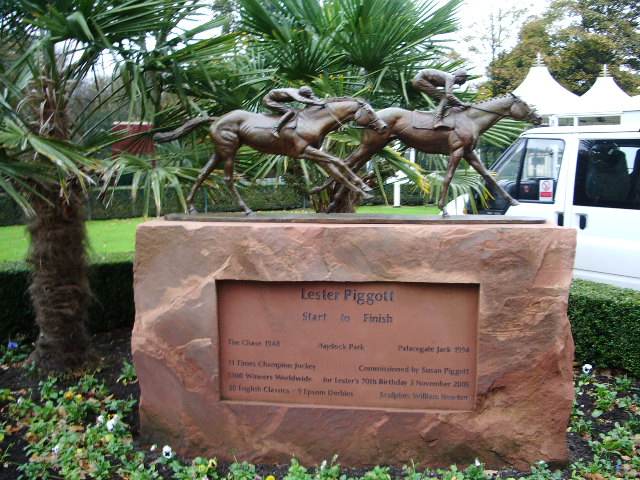
På banan finns en staty tillägnad Lester Piggott.

Hästkapplöpning hade körts i Newton i många år (Queen of Trumps segrade i Newton redan 1836), och platsen användes också för harjakt på 1880-talet. Den nuvarande tävlingsbanan öppnades 1899. Mycket av banans tidiga utveckling övervakades av Sydney Sandon, som fungerade som bansekreterare, ordförande och verkställande direktör i början av 1900-talet.

## Baninfo
Banans längd är 1 mile och 5 furlongs i omkrets. På området finns även en champagnebar. Banan blev utsedd till Racecourse of the Year både 1998 och 2000.